# Jean-Baptiste Perret (1762-1843)
Pour les articles homonymes, voir Perret.
Jean-Baptiste Perret est un homme politique français né le 20 septembre 1762 à Aurillac (Cantal) et mort le 7 janvier 1843 au même lieu.

## Biographie
Homme de loi à Aurillac, il est député du Cantal de 1791 à 1792, votant avec la majorité réformatrice. En 1800, il est adjoint au maire d'Aurillac et devient baron d'Empire en 1812.

## Sources
- « Jean-Baptiste Perret (1762-1843) », dans Adolphe Robert et Gaston Cougny, Dictionnaire des parlementaires français, Edgar Bourloton, 1889-1891 [détail de l’édition]